# Phthiria exilis
Phthiria exilis är en tvåvingeart som beskrevs av Philippi 1865. Phthiria exilis ingår i släktet Phthiria och familjen svävflugor. Inga underarter finns listade i Catalogue of Life.